# SYRIZA
Pour l’article ayant un titre homophone, voir Ciriza.

Drapeau de SYRIZA.

SYRIZA (en grec : ΣΥΡΙΖΑ / SYRIZA, acronyme courant de son nom complet Συνασπισμός Ριζοσπαστικής Αριστεράς – Προοδευτική Συμμαχία / Synaspismós Rizospastikís Aristerás – Proodeftikí Simachía, soit « Coalition de la gauche radicale - Alliance progressiste ») est un parti politique grec de centre gauche, ou de gauche,,.
SYRIZA trouve ses origines dans une coalition de partis de gauche et d'extrême gauche fondée en 2004. Celle-ci comprenait un large spectre de formations politiques (treize au total) et de politiciens indépendants, comme des communistes pro-européens (eurocommunisme), des écologistes, des socialistes et des eurosceptiques. Aléxis Tsípras, ancien président de Synaspismós, le mouvement le plus important de la coalition, en devient le président le 4 octobre 2009. La coalition est transformée en parti en 2013. SYRIZA est membre du Parti de la gauche européenne.
En 2012, SYRIZA devient la deuxième force politique de Grèce au Parlement et le principal parti d'opposition au gouvernement d'Antónis Samarás. Il devance le parti du Premier ministre (Nouvelle Démocratie) lors des élections européennes de 2014, en obtenant 26,58 % des suffrages et six sièges. À la mi-2014, des sondages d'opinion indiquent que SYRIZA est devenu le parti le plus populaire du pays.
Lors des élections législatives de 2015, il obtient 36,3 % des voix et une quasi-majorité de sièges au Parlement. Douze membres du parti sont membres du gouvernement Tsípras.
En 2019, SYRIZA perd quasiment la moitié de ses sièges, redevenant  (4 ans après son accession au pouvoir - avec 86 sièges), un parti d'opposition derrière Nouvelle Démocratie de Kyriákos Mitsotákis.
Parti socialiste démocratique, progressiste et social-démocrate, Syriza a une position pro-européenne,,. Syriza défend également l'altermondialisme, les droits des LGBT et la laïcité. Dans le passé, SYRIZA était décrit comme un parti populiste de gauche typique, mais cela a été contesté après son mandat gouvernemental et sa récente opposition.

## Composition et orientations politiques

### Composition politique

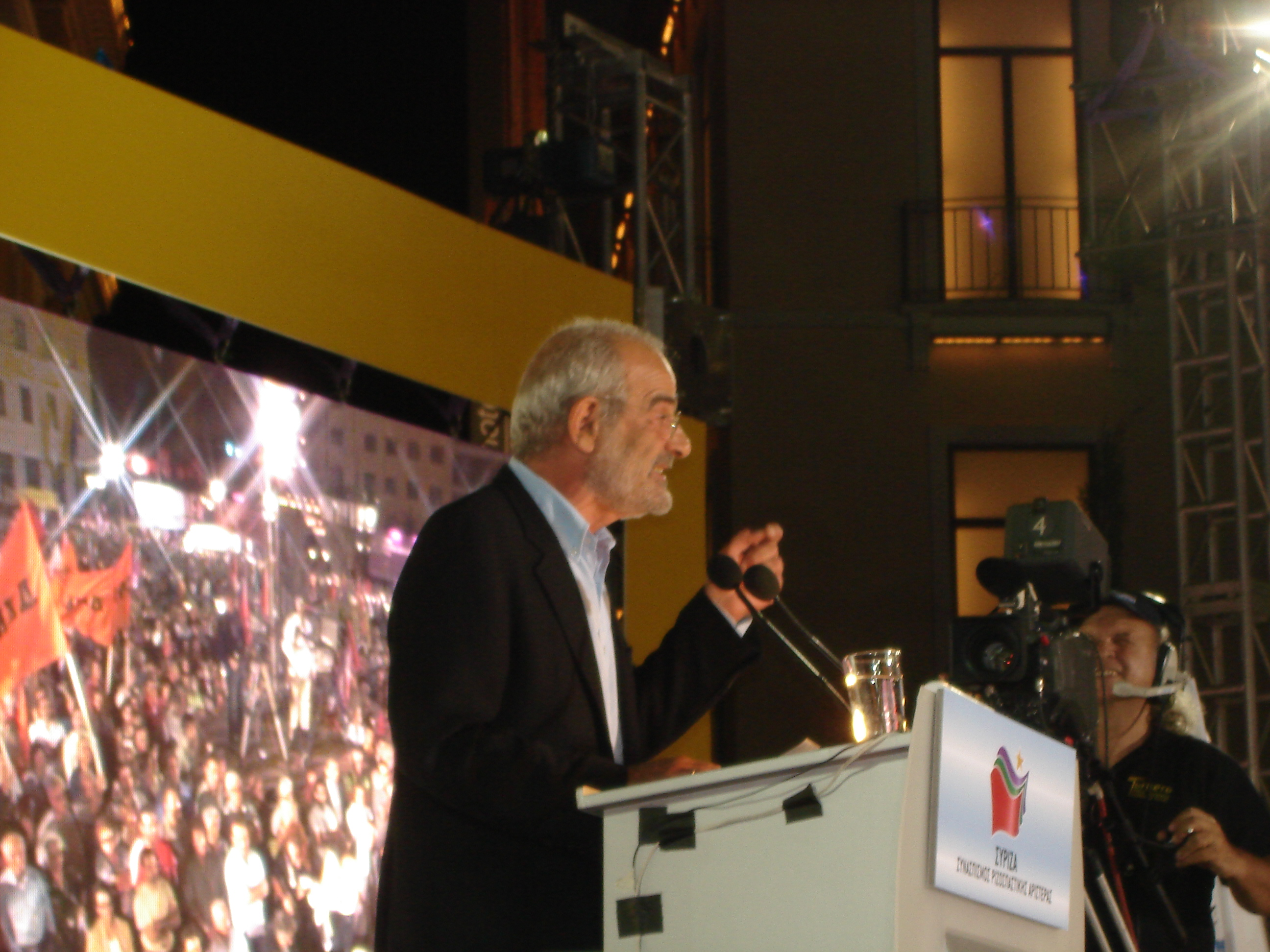
Ancien président de SYRIZA, Alékos Alavános, parlant à Athènes.

En 2015, sont effectivement membres de SYRIZA les partis et organisations politiques suivantes.
- Citoyens actifs (Ενεργοί Πολίτες) : un parti socialiste démocratique et patriote.
- Groupe politique anticapitaliste (ΑΠΟ) : parti trotskiste.
- Association des citoyens de Riga (Velestinli) : un parti à la fois internationaliste et patriote, défendant les idées de démocratie, d'écologisme et de justice sociale[30].
- Synaspismós (Coalition de la gauche, des mouvements et de l'écologie) : parti socialiste démocratique[31], écosocialiste[32], eurocommuniste[33] et féministe[31].
- Organisation communiste de Grèce (KOE) : parti maoïste.
- Plateforme communiste de SYRIZA : section grecque de la Tendance marxiste internationale à l'idéologie trotskiste[34].
- Mouvement social démocratique (DIKKI) : parti nationaliste de gauche, socialiste[35] et eurosceptique[36].
- Écosocialistes de Grèce : parti écosocialiste et écologiste.
- Gauche ouvrière internationaliste (DEA) : parti révolutionnaire de sensibilité trotskiste.
- Mouvement pour l'Unité d'action de la gauche (KEDA) : parti marxiste-léniniste.
- Nouveau combattant : parti socialiste démocratique.
- Groupe de la gauche radicale - Roza : parti luxemburgiste et féministe.
- Radicaux (Ριζοσπάστες) : parti socialiste démocratique et patriote.
- Rouge (Κόκκινο) : parti trotskyste.
- Gauche écologique, communiste et rénovée (AKOA) : parti socialiste démocratique, eurocommuniste et écologique.
- Union du centre démocrate (EDIK) : parti radical et social-libéral.
- Mouvement unitaire : parti socialiste démocratique.
- Ainsi qu'un certain nombre de militants de gauche indépendants.

### Idéologie

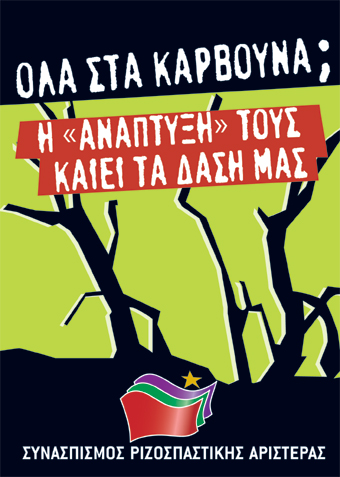
Affiche électorale de SYRIZA de 2007. L'affiche défend les valeurs de l'écosocialisme. « Leur « développement » brûle nos forêts »).

Le parti se réfère principalement aux principes du socialisme démocratique et de l'anticapitalisme.
La principale composante de SYRIZA, Synaspismós, se revendique également de l'écosocialisme et de l'eurocommunisme, mais au sein de la coalition il y a aussi des réalités politiques bien différentes qui se réfèrent plus ou moins explicitement au maoïsme et au trotskysme.
SYRIZA a été décrit comme un parti antisystème, dont le succès a créé « une onde de choc dans l'Union européenne ». Bien qu'il ait abandonné son ancienne identité, celle d'une voix de protestation de la gauche dure, devenant plus populiste de gauche, et qu'il ait déclaré qu'il n'abandonnerait pas la zone euro, son président Aléxis Tsípras a déclaré que « l'euro n'est pas mon fétiche ». Le vice-président du Parlement européen et eurodéputé de Syriza, Dimítrios Papadimoúlis, a déclaré que la Grèce devrait « être un membre respectable de l'Union européenne et de la zone euro », et qu'« il n'y a absolument aucune raison pour un Grexit ». Tsipras a précisé que Syriza « ne soutient aucune forme d'euroscepticisme », bien que le parti ait été considéré par certains observateurs comme une force eurosceptique douce pour avoir prôné une autre Europe sans austérité ni néolibéralisme. Depuis qu'il gouverne, le parti a adopté une position plus pro-européenne, affirmant que ses réformes réglementaires, tout en restant dans la zone euro, permettaient au gouvernement, selon les termes de Filippa Chatzistavrou, « de mieux traiter les externalités négatives et les retombées entre la Grèce et les autres États membres de l'UE ». En 2019, Syriza est devenu un grand parti de centre gauche, profitant de l'effondrement du PASOK, parti traditionnel de centre-gauche. Tsipras a déclaré que son objectif était de construire un large front progressiste sans abandonner l'idéologie de base du parti et la coalition de gauche. En outre, bien que le parti compte de nombreux adhérents de religion chrétienne, il défend la laïcité et dénonce les privilèges dont bénéficie l'Église orthodoxe de Grèce en tant que religion d'État.
En ce qui concerne les politiques économiques, SYRIZA s'est toujours déclaré contre les politiques néolibérales de l'Union européenne et, en général, les institutions économiques internationales. Le parti politique propose pour y contrer une « justice sociale » et une « protection des droits fondamentaux »,,.
Le parti SYRIZA, qui depuis sa fondation a porté des idées féministes et antiracistes, se définit comme « un mouvement antifasciste et antinazi ».
SYRIZA met au centre de son programme légalisation du mariage homosexuel et des politiques en faveur du droit d'asile pour les immigrés.
Parmi les points défendus par SYRIZA, on peut citer :
- Renégocier la dette publique.
- Augmenter l'impôt sur le revenu à 75 % sur tous les salaires au-dessus de 500 000 €.
- Interdire aux policiers de porter des masques et des armes à feu durant les manifestations. Réviser la formation des policiers sur les questions sociales.
- Introduire une taxe sur les transactions financières et une taxe spéciale sur les produits de luxe.
- Réduction drastique du budget militaire.
- Augmenter le salaire minimum jusqu'à 750 € par mois.
- Nationalisation des hôpitaux privés et des banques.
- Création d’un impôt progressif sur les propriétés étendues.
- Soins médicaux, et pharmaceutiques gratuits, pour les chômeurs sans assurance.
- Programme de repas subventionnés pour 300 000 familles sans revenus.
- Électricité gratuite pour 300 000 foyers.
- Abolir les privilèges fiscaux dont jouissent l'Église et les armateurs.
- Combattre le secret bancaire et la fuite des capitaux à l’étranger.
- Utiliser les bâtiments du gouvernement, des banques et des églises pour loger les sans-abri.
- Ouvrir des cafétérias dans les écoles publiques pour offrir un petit-déjeuner et un déjeuner gratuits aux enfants.
- Égalité de rémunération entre hommes et femmes.
- Réformer la constitution pour garantir la séparation entre l'Église et l'État et la protection du droit à l'éducation, à la santé et à l'environnement.
- Retrait des troupes grecques d'Afghanistan et des Balkans: pas de soldat en dehors des frontières de la Grèce.
- Abolir les accords de coopération militaire avec Israël. Soutenir la création d'un État palestinien sur les frontières de 1967.
- Fermer toutes les bases étrangères en Grèce et quitter l'OTAN.
- Autoriser le mariage homosexuel.

En janvier 2013, un député de SYRIZA, Tasos Kourakis présente au Parlement grec un projet de loi qui prévoit la séparation de l'Église et de l'État, jamais réalisé dans le pays. Des projets comme ceux-ci montrent la forte présence des idées laïques au sein du parti, soutenues par ses membres.

### Positionnement politique
Opposé à l'orientation libérale de la politique de l'Union européenne actuelle, SYRIZA est, à son arrivée au pouvoir, décrit par les journalistes et commentateurs politiques, comme appartenant à l'extrême gauche,, ou à la gauche radicale,,,.
Cependant, son acceptation des mesures d'austérités imposées par la troïka (nom donné en Grèce aux experts de  la Commission européenne, de la Banque centrale européenne et du Fonds monétaire international) amènent certains observateurs à ne plus le considérer comme un parti de gauche radicale ou d'extrême gauche mais au contraire à le percevoir comme un parti de centre gauche dans sa manière de gouverner. Fin janvier 2018, le Parti de gauche de Jean-Luc Mélenchon a demandé l'exclusion de SYRIZA du Parti de la gauche européenne, estimant que la formation grecque se compromettait avec le « diktat de la Commission européenne ».
Le congrès de 2022 de SYRIZA est marqué par le débat entre deux lignes, l’une, majoritaire, visant à faire du parti une « alliance progressiste » rassemblant toutes les sensibilités de la gauche ; l’autre poussant la formation à se forger son propre espace politique sur une ligne de transformation sociale. Le repositionnement du parti au centre gauche est sanctionné par les électeurs aux législatives de 2023, avec seulement 20 % des voix, Syriza n'étant plus perçue comme capable de changer en profondeur la société.

## Histoire

### Création
Le processus de formation de SYRIZA fut lent et long. Le parti trouverait ses origines dans l'« Espace de dialogue pour l'unité et l'action commune de la gauche » (Χώρος Διαλόγου για την Ενότητα και Κοινή Δράση της Αριστεράς) né en 2001 pour débattre de questions telles que la guerre au Kosovo ou les privatisations.
Cet Espace amena à la création de coalitions électorales pour les élections locales de 2002. Une de ces coalitions les plus efficaces fut celle menée dans la circonscription d'Athènes-Le Pirée par Manólis Glézos.
La naissance officielle de SYRIZA est cependant liée aux élections législatives de 2004 [réf. souhaitée]. Les membres de l'Espace créèrent en effet alors un programme qui pourrait servir à une alliance électorale. Les partis fondateurs de cette alliance sont le Synaspismós, la Gauche du renouveau écologique et communiste (AKOA), la Gauche ouvrière internationaliste (DEA), le Mouvement de la gauche unifiée dans l'action (KEDA) (une scission du KKE), les Citoyens actifs (une organisation proche de Manólis Glézos).
SYRIZA recueillit 241 539 voix (3,3 %) et six députés, tous membres du Synaspismós, ce qui entraîna des tensions dans la coalition.

### Crise et réconciliation

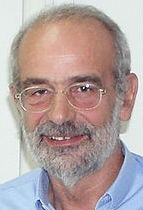
Alékos Alavános.

Les petits mouvements membres de SYRIZA accusèrent le Synaspismós de ne pas tenir l'engagement pré-électoral selon lequel un des élus démissionnerait pour permettre à Yannis Banias, représentant de l'AKOA, de siéger. La Gauche ouvrière internationaliste fit alors scission, ainsi que le Synaspismós qui décida de faire dorénavant cavalier seul pour les élections européennes de 2004.
Finalement, en décembre 2004, le 4e congrès du Synaspismós décida de revenir au sein de SYRIZA. Cette volonté fut matérialisée par l'élection d'Alekos Alavanos à la tête du Synaspismós.
La coalition se rapprocha encore plus lors de l'organisation du 4e Forum social européen de mai 2006 à Athènes.

### Élections législatives de 2007
SYRIZA, à laquelle se joignit la KOE, un mouvement communiste, ainsi qu'Intervention écologique, créa la surprise en recueillant 360 000 voix, soit plus de 5 %, et obtint 14 sièges principalement dans les grandes villes.

### Échec aux élections européennes et nouvelle crise

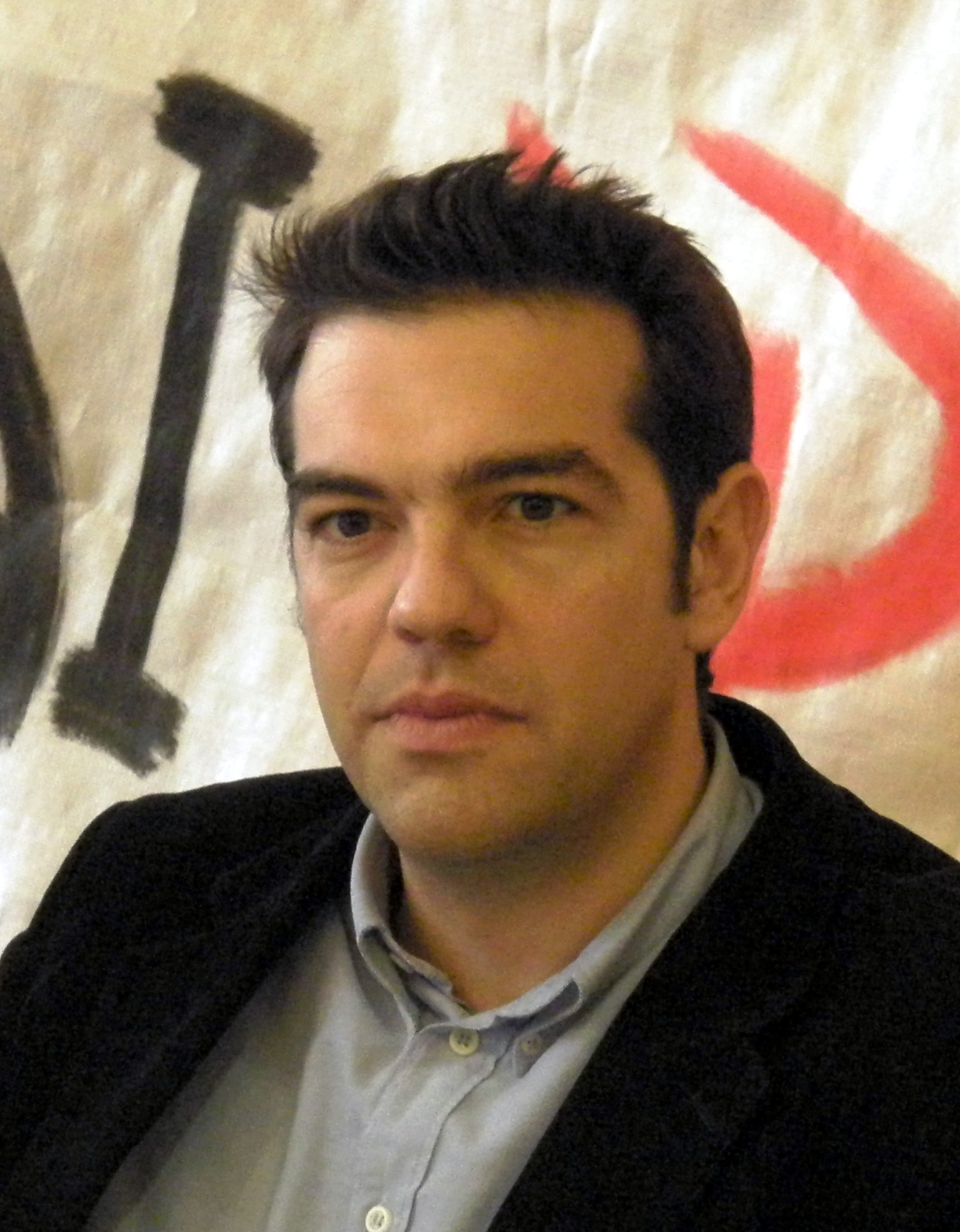
Aléxis Tsípras, représentant de SYRIZA.

En mars 2009, SYRIZA était créditée par divers sondages de 7,5 % des intentions de vote. Mais la coalition obtint moins de 5 % des voix aux élections européennes. Alekos Alavanos blâma le nouveau représentant du Synaspismós, Aléxis Tsípras, pourtant son ancien protégé et successeur à la tête du Synaspismós. Il lui reprocha d'avoir nommé en tête de liste un eurosceptique convaincu. La coalition entra alors en crise. Une partie en sort en 2010 pour fonder un nouveau parti, la Gauche démocrate (Grèce).

### Élections d'octobre 2009
Lors des élections législatives anticipées du 4 octobre 2009, SYRIZA obtint 315 627 voix, soit 4,60 % (- 0,44) et 13 députés à la Vouli (- 1).

### Élections législatives anticipées de mai 2012
Lors des élections législatives anticipées du 6 mai 2012, SYRIZA fit une percée plus ample que prévu par les sondages avec 1 061 265 voix, soit 16,78 % (+ 12,18) et 52 députés à la Vouli (+ 39), et, à la suite de l’effondrement du PASOK (13,2 %, 41 députés), devint la première force à gauche et la deuxième du pays, derrière la Nouvelle Démocratie (18,85 %, 108 députés) et devant le PASOK.
Sa représentante Sofía Sakoráfa fut la parlementaire qui obtint le plus grand nombre de suffrages.

### De la coalition au parti unitaire
Comme le système politique grec n'accorde la prime majoritaire (50 députés en plus de ceux élus à la proportionnelle intégrale) qu'aux partis politiques, et non pas aux coalitions de partis, SYRIZA décida de se transformer en parti politique. Le 22 mai 2012, le parti « SYRIZA Front Unioniste Social » (ΣΥΡΙΖΑ Ενωτικό Κοινωνικό Μέτωπο) fut déclaré auprès du procureur de la Cour suprême [réf. souhaitée]. L'emblème resta le même et le président de ce nouveau parti toujours Aléxis Tsípras. Il était géré et représenté par un comité directeur de 19 membres,.
Il est à noter que SYRIZA avait auparavant réussi à former une alliance avec Pacte social (en).
Des discussions avec les Verts écologistes et Antarsya n'ont pas non plus abouti.

### Élections législatives de juin 2012
Lors des élections législatives grecques du 17 juin 2012, SYRIZA connut à nouveau une très forte progression de plus de 60 %, obtenant 1 655 053 voix soit 26,89 % des suffrages exprimés. Elle gagna 19 sièges supplémentaires à la Vouli pour atteindre un total de 71 députés.
Le parti Nouvelle Démocratie réussit cependant à la devancer et parvint à former avec le PASOK et la Gauche démocrate (DIMAR) une coalition favorable au maintien des engagements envers l'UE, la BCE et le FMI, tout en insistant sur la nécessité de renégocier les termes du « mémorandum » conclu. La SYRIZA a fait entendre qu'elle est prête à une « opposition constructive » à cet égard.
Les députés de Syriza reversent une partie de leurs indemnités à l’organisme grec Solidarity4all, qui finance les cuisines et les pharmacies sociales, les dispensaires militants, les programmes de soutien juridique, etc.

### Évolution en 2013
Le 27 février 2013, en déplacement dans la ville de Patras, Alekos Alavanos annonça son intention de créer un nouveau parti à gauche, qui participerait aux prochaines élections séparément de SYRIZA et dont l'axe programmatique central serait la sortie de la Grèce de la zone euro (qui est également une revendication du KKE). Il proposerait la mise en place d’un « Plan B » : « interruption de tout paiement destiné à satisfaire les « créanciers » du pays, sortie de l'euro et réintroduction d’une monnaie nationale, autrement dit des liquidités massivement injectées sur le marché intérieur lui permettant déjà une certaine reprise du marché intérieur, et le renforcement des capacités d'exportation ». Le parti Plan B, scission de SYRIZA, est créé en mai 2013.
SYRIZA prévoit d'organiser son Congrès en juillet 2013 afin de changer son mode d'organisation. Ce Congrès devrait être l'occasion de fusionner les composantes de la coalition en un seul parti. Ce changement est nécessaire eu égard au mode de scrutin législatif grec qui accorde une prime majoritaire en termes de siège au parti arrivé en tête des suffrages.

### Programme de Thessalonique
À l'occasion de l'exposition commerciale internationale de Thessalonique, qui s'est déroulée le 13 septembre 2014, le président de SYRIZA, Aléxis Tsípras dévoile une série de mesures économiques contre l'austérité. Celles-ci constitueront le programme de Thessalonique, les bases de l'engagement économique de la coalition de gauche en cas de victoire aux élections.

### 2015: l'accession au pouvoir
Lors des élections législatives grecques du 25 janvier 2015, SYRIZA, présenté comme le parti anti-austérité, gagne les élections en recueillant 36,34 % des suffrages et 149 sièges de députés, manquant la majorité absolue à la Vouli de 2 sièges, mais en devançant Nouvelle Démocratie de plus de 8,5 points.
Aléxis Tsípras choisit de former un gouvernement de coalition avec les Grecs indépendants, une formation politique composée de dissidents de l'aile droite de Nouvelle Démocratie opposés aux mesures d'austérité.
Lors de la période de tension dans les négociations internationales en juin autour de la crise de la dette publique grecque, SYRIZA soutient le « non » lors du référendum grec de 2015 proposé par le Premier ministre. Cependant le ministre des finances Yánis Varoufákis doit démissionner du gouvernement. Le 10 juillet, la très grande majorité des députés du parti apportent leur soutien aux ultimes propositions du gouvernement, dont certaines ont une tonalité austéritaire, ce qui conduit quelques déçus à manifester leur déception place Syntagma.
Le 21 août, 25 députés, principalement issu du courant Plate-forme de gauche, menés par Panayiótis Lafazánis, qui n'acceptent pas l'accord avec la Troïka, quittent SYRIZA et fondent un nouveau parti, appelé Unité populaire.

### Exercice du pouvoir
Bien que remportant les élections législatives de 2015 sur un programme anti-austérité, Aléxis Tsípras s'est vu dans l'obligation d'appliquer des mesures d'austérité comme la hausse de la TVA, le recul de l'âge de la retraite à 67 ans de manière rétroactive et la baisse des retraites des fonctionnaires.
Ce retournement se justifie pour Tsípras par sa volonté d'éviter un scénario catastrophique d'une sortie de la Grèce de la zone euro. Ses choix n'entament toutefois pas la confiance des délégués du parti qui le reconduisent très largement à la tête de Syriza avec plus de 90 % des voix.

### Depuis 2019: perte du pouvoir et affaiblissement politique
À la suite des élections législatives du 7 juillet 2019 provoquées par sa défaite aux élections européennes du 26 mai, le parti — passant de 149 à 86 sièges — perd la majorité au profit de Nouvelle Démocratie (158 sièges / 300). Selon Fabien Perrier, certains cadres de SYRIZA étaient persuadés de remporter les élections.
Cette défaite est alors analysée comme la conséquence du « désenchantement populaire » et de « l'échec d'une gauche radicale qui avait promis d'en finir avec l'austérité ». Par ailleurs, alors que, selon Filippa Chatzistavrou, professeur de sciences politiques à l’université d’Athènes, « nombre de ses électeurs attendaient des réformes hors du champ économique et budgétaire, comme la séparation de l’Eglise et de l’Etat, la réforme de l’administration ou la lutte contre la corruption », celles-ci n’ont pas été menées. Toujours selon Filippa Chatzistavrou, SYRIZA est un mouvement autrefois pluraliste devenu un parti avec ses « apparatchiks » et un fonctionnement « assez peu démocratique, de plus en plus hiérarchisé ».
Aux élections législatives de juin 2023, SYRIZA est la grande perdante se voyant « infliger un camouflet » encore plus importants qu'aux élections de mai de la même année, avec 17,8 % des voix pour 47 sièges. L'ancien Premier ministre Alexis Tsipras, n'a pas réussi à mobiliser derrière le naufrage d'un bateau de migrants au large des côtes grecques, ayant fait 80 morts et des centaines de disparus.

## Organisation interne

### Présidents
- Nikos Konstantopoulos (2004)
- Alekos Alavanos (2004-2009)
- Aléxis Tsípras (2009-2023)
- Stéfanos Kasselákis (2023-2024)
- Sokrátis Fámellos (depuis 2024)

### Cabinet fantôme (2012-2015)
En 2012, le parti a constitué un cabinet fantôme (« σκιώδης κυβέρνηση ») pour aligner l'organisation de son opposition à celle du gouvernement.
- Euclide Tsakalotos (Finances)
- Ioánnis Stathás (Économie)
- Dimítris Stratoúlis (Emploi)
- Sofía Sakoráfa (Intérieur)
- Aléxis Mitrópoulos (Réforme administrative)
- Dimítris Tsoukalás (Protection citoyenne)
- Réna Doúrou (Affaires étrangères)
- Geórgios Stathákis (Développement et infrastructures)
- Andréas Xanthós (Santé)
- Zoé Konstantopoúlou (Justice)
- Theódoros Drítsas (Affaires maritimes)
- Tássos Kourákis et Theanó Fotíou (Éducation)
- Evángelos Apostólou (Développement rural)
- Iró Dióti (Environnement)
- Athanásios Petrákos (Énergie)
- Michaïl Kritsotákis (Tourisme)
- Lítsa Ammanatídou-Paschalídou (Macédoine - Affaires thraces)

## Personnalités
- Ioánnis Dragasákis (né en 1947), vice-Premier ministre de 2015 à 2019.
- Ozgkiour Ferchat, député de Thrace occidentale.
- Georgios Helakis (en) (né en 1964), journaliste sportif.
- Yánis Varoufákis (né en 1961), économiste, ministre des Finances en 2015[88]
- Níkos Xydákis (né en 1958), journaliste, ancien rédacteur en chef du journal Kathimerini, secrétaire d'État à la Culture en 2015.

## Congrès
| Congrès | Année | Président élu  | %     |
| ------- | ----- | -------------- | ----- |
| 1er     | 2013  | Aléxis Tsípras | 74,04 |
| 2e      | 2016  | Aléxis Tsípras | 93,54 |

## Résultats électoraux

### Élections parlementaires
| Année   | Voix      | %    | Sièges    | Rang | Gouvernement             |
| ------- | --------- | ---- | --------- | ---- | ------------------------ |
| 2004    | 241 539   | 3,3  | 6 / 300   | 4e   | Opposition               |
| 2007    | 361 211   | 5,0  | 14 / 300  | 4e   | Opposition               |
| 2009    | 315 627   | 4,6  | 13 / 300  | 5e   | Opposition               |
| 05/2012 | 1 061 282 | 16,8 | 52 / 300  | 2e   | Gouvernement intérimaire |
| 06/2012 | 1 655 022 | 26,9 | 71 / 300  | 2e   | Opposition               |
| 01/2015 | 2 245 503 | 36,3 | 149 / 300 | 1er  | Tsípras I                |
| 09/2015 | 1 926 526 | 35,5 | 145 / 300 | 1er  | Tsípras II               |
| 2019    | 1 781 174 | 31,5 | 86 / 300  | 2e   | Opposition               |
| 05/2023 | 1 184 500 | 20,1 | 71 / 300  | 2e   | Gouvernement intérimaire |
| 06/2023 | 930 013   | 17,8 | 47 / 300  | 2e   | Opposition               |

### Élections européennes
| Année | Voix      | %     | Sièges | Rang | Groupe  |
| ----- | --------- | ----- | ------ | ---- | ------- |
| 2009  | 240 898   | 4,70  | 1 / 22 | 5e   | GUE/NGL |
| 2014  | 1 518 608 | 26,57 | 6 / 21 | 1er  | GUE/NGL |
| 2019  | 1 343 816 | 23,76 | 6 / 21 | 2e   | GUE/NGL |
| 2024  | 593 133   | 14,92 | 4 / 21 | 2e   | GUE/NGL |